# 제1전구지원사령부
제1전구지원사령부(1st Sustainment Command (Theater) (1st TSC))는 켄터키주 포트 녹스에 본부를 둔 미국 육군의 전구급 지원사령부이다.

## 역사

### 냉전
1950년 10월 4일 포트 맥퍼슨에서 제1군수사령부로서 창설되었다. 이후 포트 브래그이 이주하였다.
1958년 7월 1일, 전략육군단(SAC) 부대로 지정되었다.
1961년 10년 19일, 베를린 위기가 일어나자, 위기대응을 위한 증원부대로서 프랑스 푸아티에에 전진배치되었다. 사령부는 미국 유럽 육군 COMZ(TASCOMEUR의 전신)의 기지군수기지사령부 역할을 맡아 프랑스 서부와 남서부에 있는 퍼져있는 7개 야전창의 관리와 지역 항만의 운영을 맡았다. 위기가 지나간 뒤, 1962년 8월 11일에 미국 본토의 텍사스주 포트 후드로 귀환하였고 제3(III)군단에 전속되었다.

### 베트남 전쟁
1965년 4월 1일, 베트남 전쟁에 참가하는 모든 주월 미군에게 전투급지원을 제공하는 전구급 군수사령부로 지정되어 주월 미국 육군 예하부대로서 베트남 공화국 롱빈에 배치되었다. 5년 동안, 수개의 지원사령부, 여단, 단을 지휘하였고, 1970년 12월 7일에 철수하였다. 미국 본토로 돌아온 사령부는 버지니아주 포트 리에서 제22야전군지원사령부의 임무를 넘겨받고, 제1야전군지원사령부로 재편성되었다. 다시 1972년 6월 22일에 제1군단지원사령부로 재편성되어 포트 브래그의 제18(XVIII)공수군단으로 전속되었다.

### 국군 원정
1983년 10월, 유겐트 퓨리 작전 지원을 위해 그레나다에 전개하였다.

### 테러와의 전쟁
2004년 조직 개편 계획인 모듈러 부대 편성에 따라 제44의무여단이 제18공수군단의 군단 의무대로서 전속하고, 9월 16일, 제101군단지원단이 제101공수사단 지원사령부와 합쳐져 독립지원부대인 제101지원여단으로 재편성되었다.
그동안, 사령부는 11월 1일부터 2005년 10월 27일까지 이라크 자유 작전 지원을 위해 이라크에 전개하였다.
2006년 2월 16일, 제46군단지원단이 해체되었다. 사령부는 전구급 지원사령부(Theater Sustainment Command (TSC))로 지정되어 4월 18일에 제1전구지원사령부로서 미국 중부 육군으로 재배속되었다.

## 부대

### 현재
주 지휘소 (Main Command Post) - 포트 브래그
- 특수병력대대
- 제14인적자원지원소 (14th HRSC) - 포트 브래그
- 제18재무관리소 (18th FMC) - 포트 브래그

전방지휘소 (Forward Command Post)
- 제316원정지원사령부 (OPCON)(육군 정규군만)
- 제160통신여단 - 쿠웨이트, 캠프 아리프잔
- 제651지역지원단
- 전술통제(TACON) 부대
  - 지상배치공급사령부 (SDDC), 제595수송여단
  - 제164병참단
  - 해군원정군수지원전단 (전방) - 바레인 해군 지원시설
  - TF 시나이, 제1지원대대 - 시나이반도

### 베트남 전쟁
- 미국 육군 조달청, 주월 지부 (USAPAV)
- 퀴논 지원사령부 (Support Command, Qui Nhơn) - 퀴논; 1965년 11월 6일 ~ 1972년 4월 30일
  - 제45종합지원단 - 쁠래이꾸
  - 제593종합지원단 - 퀴논
- 나뜨랑 지원사령부 - 나뜨랑; 1965년 11월 15일 ~ 1966년 7월 1일, 깜란만 지원사령부에 통합됨.
  - 제54종합지원단 - 나뜨랑
- 다낭 지원사령부 (Support Command, Da Nang) - 다낭; 1968년 2월 25일 ~ 1972년 4월 15일
  - 제26종합지원단 - 푸바이
  - 제80지원단 - 다낭
- 붕따우 지원사령부 - 붕따우; 1965년 11월 15일 ~ 1966년 6월 1일, 사이공 지원사령부에 통합됨.; 1969년 4월 1일 ~ 1970년 2월 28일
  - 제53종합지원단 - 붕따우
- 사이공 지원사령부 (Support Command, Saigon) - 사이공; 1966년 4월 10일 ~ 1972년 6월 16일
  - 제29종합지원단 - 롱빈
- 캄란만 지원사령부 (Support Command, Cam Ranh Bay); 1966년 5월 16일 ~ 1972년 6월 29일
- 제4수송사령부 - 사이공; 1965년 ~ 1972년
  - 제125수송사령부 (터미널) - 캄란만
  - 사이공 항구
  - 붕따우 항구
- 제5수송사령부 (터미널); 1966년 ~ 1972년
- 제12지원여단; ? ~ 1965년 4월
- 제13지원여단; 1965년 8월 11일 ~ 197?년
- 제15지원여단; 1966년 7월 1일 ~ 1967년 10월 20일, 1968년 9월 21일 ~ 1973년 3월 21일
- 제44의무여단
- 제14재고통제소
- 제524군사정보분견대
- 제182병기분견대
- 제533폭발물분견대

### 걸프 전쟁
- 제44의무여단
- 제43군단지원단
- 제46군단지원단
- 제101군단지원단
- 제171군단지원단
- 제507군단지원단

### 모듈화 이전
- 제24군단지원단
- 제46군단지원단; ? ~ 2006년 2월 16일, 해산[1]
  - 제774수송대대 (임시); ? ~ 1974년 7월
  - 제7수송대대; 1974년 7월 ~ ?
- 제20공병여단; 1974년 2월 ~ ?
- 제35공병단; 1972년 8월 ~ 1974년 2월
- 제55의무단; 1972년 8월 ~ 1974년 7월
- 제101군단지원단
- 제269병기단
- 제507군단지원단; 1980년 9월 ~ ?
- 제2지원소 (군단물류관리원); 1975년 12월 21일 ~ 200?년
- 제330수송센터 (이동 관제); 1972년 7월 ~ ?
  - 제2102병참화물차중대
- 자동화관리데이터운영소
  - 제14데이터처리부대
  - 제29정비관리분견대
- 제151재고통제중대
- 인사근무소; 1972년 8월 ~ ?
  - 제18인사관리대대
- 작전지원대대
- 제600병참중대
- 제612병참중대
- 제623병참중대
- 제647병참중대

## 기록

### 계보
- 1950년 8월 24일, Headquarters, 1st Logistical Command
→제1군수사령부, 본부
- 1961년 3월 1일, Headquarters and Headquarters Company, 1st Logistical Command
→제1군수사령부, 본부 및 본부중대
- 1962년 7월 2일, Headquarters and Headquarters Detachment, 1st Logistical Command
→제1군수사령부, 본부 및 본부분견대
- 1970년 12월 7일, Headquarters, Headquarters Company, and Special Troops, 1st Field Army Support Command
→제1야전군지원사령부, 본부, 본부중대 및 특수병력
- 1972년 6월 22일, Headquarters and Headquarters Company, 1st Corps Support Command
→제1군단지원사령부, 본부 및 본부중대
- 1980년 4월 3일, Headquarters and Headquarters Company, 1st Support Command
→제1지원사령부, 본부 및 본부중대
- 2006년 4월 16일, Headquarters and Special Troops Battalion, 1st Sustainment Command
→제1지원사령부, 본부 및 본부중대

### 소속
- 유럽 COMZ, 1961년;
- 제3(III)군단, 1962년 8월 11일;
- 주월 미국 육군, 1965년 4월 1일;
- 제18(XVIII)공수군단; 1970년 12월,
- 미국 중부 육군, 2006년 4월 18일;

### 전역
| 스트리머      | 내역 |
| ------------- | --- |
| 베트남 전쟁   | - 방어 - 반격 - 반격 제2(II)단계 - 반격, 제3(III)단계 - 구정 반격 - 반격, 제4(IV)단계 - 반격, 제5(V)단계 - 반격, 제6(VI)단계 - 69년 구정/반격 - 하계-추계 1969년 - 동계-춘계 1970년 - 성소 반격 - 반격, 제7(VII)단계 |
| 국군원정      | 미국의 파나마 침공, 1989년 |
| 남서아시아    | - 사우디 아라비아 방어 - 쿠웨이트 방어와 해방 - 정전, 1991년 |
| 테러와의 전쟁 | |

### 스트리머
| 스트리머     | 내역                                            | 명령서 |
| ------------ | ----------------------------------------------- | ------ |
| 공훈부대표창 | 동남아시아, 1965년                              |        |
| 공훈부대표창 | 동남아시아, 1966년                              |        |
| 공훈부대표창 | 동남아시아, 1967년 ~ 1968년                     |        |
| 공훈부대표창 | 동남아시아, 1968년 ~ 1970년                     |        |
| 공훈부대표창 | 서남아시아, 1990년 ~ 1991년                     |        |
| 공훈부대표창 | 이라크 전쟁, 2004년 11월 1일 ~ 2005년 10월 27일 | [ 2 ]  |

## 참고
1. 1 2  Capt. Sonise Lumbaca (2006년 2월 16일). “'Super Group' inactivates as part of Army transformation” (영어). 1st Corps Support Command Public Affair. 2017년 12월 19일에 확인함.
2. ↑  LTC. Sylvia A. Bennett (2007년 8월 10일). “PERMANENT ORDERS 222-0” (PDF) (영어). 200 Stovall Street Alexandria, VA 22332-0400: 미국 육군 인적자원사령부. 2019년 5월 31일에 확인함.

- “Headquarters and Special Troops Battalion, 1st Sustainment Command Lineage” (영어). 미국 육군 역사관. 2008년 11월 20일. 2017년 8월 31일에 원본 문서에서 보존된 문서. 2017년 10월 17일에 확인함.
- “1st Sustainment Command (Theater)” (영어). globalsecurity.org. 2017년 10월 17일에 확인함.
- “1st Logistical Command” (PDF). 《vietnam.ttu.edu》 (영어) (The Information Office, 1st Logistical Command). 1967년 2월 1일. 2018년 3월 11일에 원본 문서 (PDF)에서 보존된 문서. 2018년 3월 11일에 확인함.